# Рошія-Монтане (комуна)
Рошія-Монтане (рум. Roșia Montană) — комуна у повіті Алба в Румунії. До складу комуни входять такі села (дані про населення за 2002 рік):
- Ігнецешть (98 осіб)
- Белмошешть (103 особи)
- Блідешть (33 особи)
- Бунта (38 осіб)
- Виртоп (157 осіб)
- Гирда-Бербулешть (106 осіб)
- Гура-Рошієй (104 особи)
- Дероая (481 особа)
- Керпініш (417 осіб)
- Коаста-Хенцій (113 осіб)
- Корна (343 особи)
- Куретурі (197 осіб)
- Рошія-Монтане (1369 осіб) — адміністративний центр комуни
- Царіна (169 осіб)
- Шоал (88 осіб)
- Якобешть (56 осіб)

Комуна розташована на відстані 311 км на північний захід від Бухареста, 42 км на північний захід від Алба-Юлії, 63 км на південний захід від Клуж-Напоки.

## Населення
За даними перепису населення 2002 року у комуні проживали 3872 особи.
Національний склад населення комуни:
| Національність | Кількість осіб | Відсоток |
| -------------- | -------------- | -------- |
| румуни         | 3518           | 90,9%    |
| цигани         | 289            | 7,5%     |
| угорці         | 55             | 1,4%     |
| німці          | 6              | 0,2%     |
| серби          | 1              | < 0,1%   |
| італійці       | 1              | < 0,1%   |

Рідною мовою назвали:
| Мова      | Кількість осіб | Відсоток |
| --------- | -------------- | -------- |
| румунська | 3812           | 98,5%    |
| циганська | 47             | 1,2%     |
| угорська  | 11             | 0,3%     |

Склад населення комуни за віросповіданням:
| Релігія            | Кількість осіб | Відсоток |
| ------------------ | -------------- | -------- |
| православні        | 3322           | 85,8%    |
| римо-католики      | 154            | 4,0%     |
| п'ятдесятники      | 128            | 3,3%     |
| греко-католики     | 102            | 2,6%     |
| баптисти           | 60             | 1,5%     |
| унітарії           | 30             | 0,8%     |
| бретрени           | 24             | 0,6%     |
| не релігійні       | 23             | 0,6%     |
| реформати          | 5              | 0,1%     |
| адвентисти         | 2              | 0,1%     |
| атеїсти            | 1              | < 0,1%   |
| не вказали релігію | 11             | 0,3%     |